# Sonja Anders

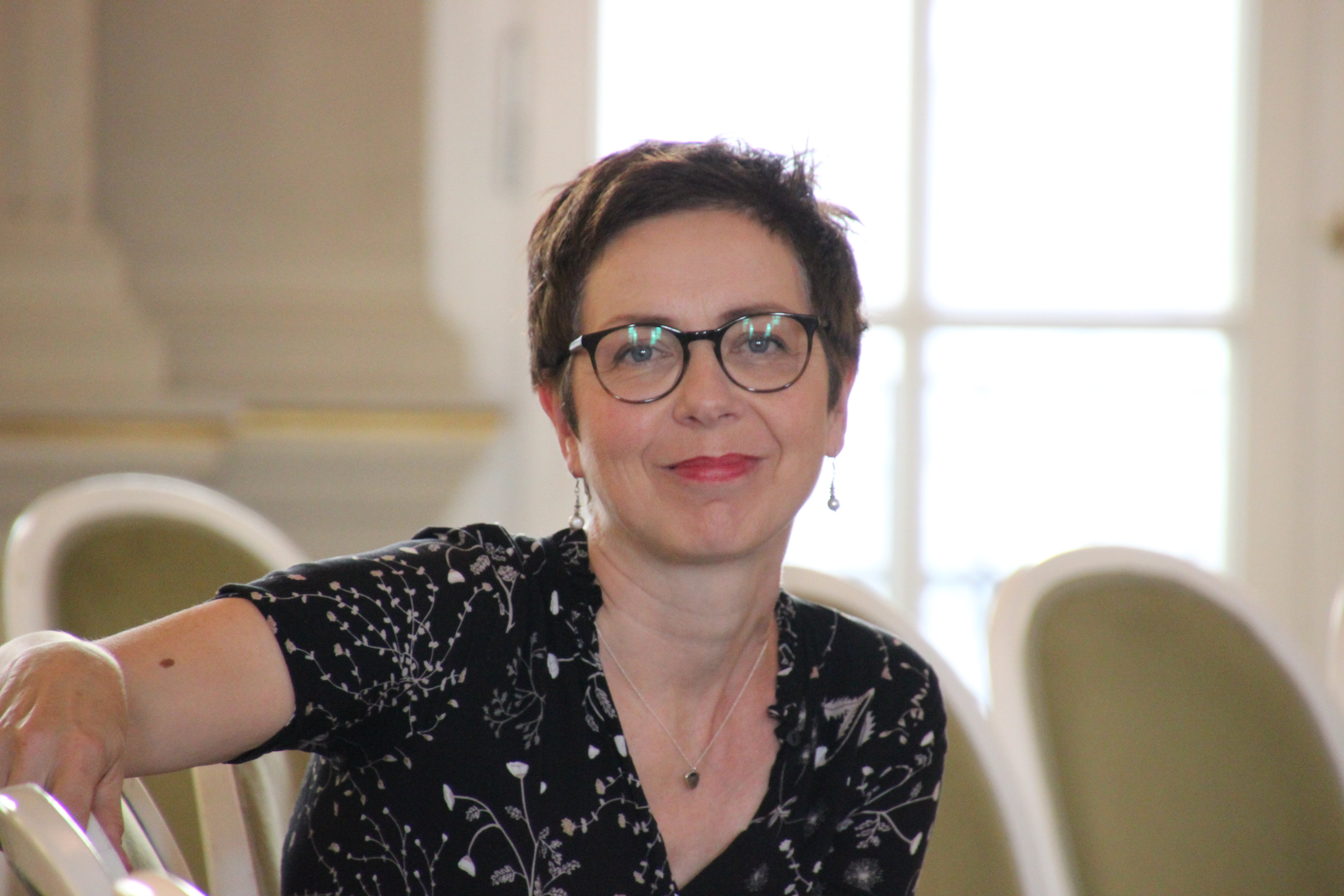
Sonja Anders (2017)

Sonja Anders (* 1965 in Hamburg) ist eine deutsche Chefdramaturgin und Intendantin.

## Leben
Anders studierte Germanistik in ihrer Heimatstadt und wurde von der Kulturfabrik Kampnagel für erste Dramaturgien verpflichtet. Ab 1990 arbeitete sie als Dramaturgieassistentin und schließlich als Dramaturgin am Hamburger Schauspielhaus. 1993 wurde sie von Friedrich Schirmer als Dramaturgin ans Staatstheater Stuttgart verpflichtet. 2000 kehrte sie nach Hamburg zurück, als Dramaturgin am Thalia Theater unter der Intendanz von Ulrich Khuon, und übernahm dort ab der Spielzeit 2005/06 die Funktion der Chefdramaturgin. Ab der Spielzeit 2009/10 bis zur Spielzeit 2017/18 fungierte Anders als Chefdramaturgin und stellvertretende Intendantin am Deutschen Theater Berlin (Intendanz: Ulrich Khuon). Sie arbeitet regelmäßig, zum Teil seit vielen Jahren, mit den Regisseuren Stephan Kimmig, Martin Kušej, Nicolas Stemann und Michael Thalheimer zusammen.
Dreimal war sie bei den Salzburger Festspielen verpflichtet: 2005 für Kimmigs Penthesilea, einer Koproduktion mit dem Thalia Theater in Hamburg, 2013 für Thalheimers Jungfrau von Orleans und 2015 für Kimmigs Clavigo, beides Koproduktionen mit dem Deutschen Theater Berlin.
2013 wurde Anders in die Jury für den Dramatikerpreis des Kulturkreises der deutschen Wirtschaft im BDI berufen, 2014 in die Jury des Berliner Literaturpreises.
Seit der Spielzeit 2019/2020 ist Sonja Anders Intendantin am Schauspiel Hannover. Ihr Vertrag wurde bis zur Spielzeit 2028/29 verlängert. Im Januar 2023 wurde bekannt, dass sie ab der Spielzeit 2025/26 Intendantin am Thalia Theater Hamburg werden würde.
Sonja Anders ist Mitglied im Beirat Theater/Tanz des Goethe-Instituts, im Beirat des Kunstverein Hannover, im Kulturrat der Landeshauptstadt Hannover sowie im Vorstand des Freundeskreises Hannover.